# Veľký Blh
Veľký Blh (węg. Vámosbalog lub Nagybalog) – wieś (obec) na Słowacji położona w kraju bańskobystrzyckim, w powiecie Rymawska Sobota. Pierwsze wzmianki o miejscowości pochodzą z roku 1331. 
Według danych z dnia 31 grudnia 2012, wieś zamieszkiwało 1200 osób, w tym 656 kobiet i 544 mężczyzn.
W 2001 roku rozkład populacji względem narodowości i przynależności etnicznej wyglądał następująco:
- Słowacy – 28,39%
- Czesi – 0,09%
- Romowie – 0,69%
- Węgrzy – 69,04%

Ze względu na wyznawaną religię struktura mieszkańców kształtowała się w 2001 roku następująco:
- Katolicy rzymscy – 40,82%
- Ewangelicy – 9,43%
- Ateiści – 18,78%
- Nie podano – 3,17%